# Andrea Gaudenzi
Andrea Gaudenzi (* 30. Juli 1973 in Faenza) ist ein ehemaliger italienischer Tennisspieler und derzeitiger Tennisfunktionär.

## Karriere
Gaudenzi konnte 1990 bei den Junioren die Grand-Slam-Turniere in Roland Garros und bei den US Open gewinnen. Noch im selben Jahr wurde der Rechtshänder Profi. Zahlreiche Verletzungen warfen den Italiener aber immer wieder zurück. Er gewann auf der ATP Tour drei Turniere im Einzel bei insgesamt neun Finalteilnahmen sowie zwei Doppeltitel. Das beste Resultat bei Grand-Slam-Turnieren gelang ihm bei den French Open 1994 mit dem Einzug ins Achtelfinale. Bei den Olympischen Spielen 1996 in Atlanta erreichte er im Einzel das Achtelfinale, während er im Doppel in der ersten Runde ausschied. Seine beste Platzierung im ATP-Ranking erreichte er am 27. Februar 1995 mit Platz 18 im Einzel und am 3. Februar 1997 mit Platz 59 im Doppel.
Mit der italienischen Davis-Cup-Mannschaft erreichte er 1998 das Finale, das mit 1:4 gegen Schweden verloren ging. Von 1994 bis 2000 bestritt er 14 Begegnungen für Italien mit einer Einzelbilanz von 14:10-Siegen und einer Doppelbilanz von 5:4-Siegen.
Zum Januar 2020 löste er Chris Kermode als Vorsitzender der ATP ab.

## Erfolge
| Legende (Anzahl der Siege)                       |
| Grand Slam                                       |
| Tennis Masters Cup ATP World Tour Finals         |
| ATP Masters Series ATP World Tour Masters 1000   |
| ATP International Series Gold ATP World Tour 500 |
| ATP International Series ATP World Tour 250 (5)  |
| ATP Challenger Tour (10)                         |

| ATP-Titel nach Belag |
| Hartplatz (0)        |
| Sand (4)             |
| Rasen (0)            |
| Teppich (1)          |

### Einzel

#### Turniersiege

##### ATP Tour
| Nr. | Datum         | Turnier    | Belag | Finalgegner     | Ergebnis      |
| --- | ------------- | ---------- | ----- | --------------- | ------------- |
| 1.  | 30. März 1998 | Casablanca | Sand  | Álex Calatrava  | 6:4, 5:7, 6:4 |
| 2.  | 28. Mai 2001  | St. Pölten | Sand  | Markus Hipfl    | 6:0, 7:5      |
| 3.  | 16. Juli 2001 | Båstad     | Sand  | Bohdan Ulihrach | 7:5, 6:3      |

##### ATP Challenger Tour
| Nr. | Datum              | Turnier      | Belag         | Finalgegner          | Ergebnis       |
| --- | ------------------ | ------------ | ------------- | -------------------- | -------------- |
| 1.  | 31. Januar 1993    | Bangalore    | Sand          | Srinivasan Vasudevan | 6:1, 6:4       |
| 2.  | 1. August 1993     | Posen        | Sand          | Milen Welew          | 6:3, 3:6, 6:3  |
| 3.  | 17. April 1994     | Monte Carlo  | Sand          | Gérard Solvès        | 6:2, 6:1       |
| 4.  | 10. September 1995 | Prostějov    | Sand          | Jiří Novák           | 6:4, 6:3       |
| 5.  | 24. August 1997    | Genf         | Hartplatz (i) | Alberto Martín       | 6:2, 6:1       |
| 6.  | 20. Juni 1999      | Zagreb       | Sand          | Julien Boutter       | 6:1, 6:4       |
| 7.  | 9. April 2000      | Cagliari     | Sand          | Martín Rodríguez     | 2:6, 7:5, 6:2  |
| 8.  | 30. April 2000     | Maia         | Sand          | Juan Ignacio Chela   | 3:6, 7:5, 6:1  |
| 9.  | 24. Juni 2001      | Braunschweig | Sand          | Younes El Aynaoui    | 3:6, 7:65, 6:4 |

#### Finalteilnahmen
| Nr. | Datum            | Turnier    | Belag     | Finalgegner         | Ergebnis                |
| --- | ---------------- | ---------- | --------- | ------------------- | ----------------------- |
| 1.  | 25. Juli 1994    | Stuttgart  | Sand      | Alberto Berasategui | 5:7, 3:6, 6:75          |
| 2.  | 13. Februar 1995 | Dubai      | Hartplatz | Wayne Ferreira      | 3:6, 3:6                |
| 3.  | 14. August 1995  | San Marino | Sand      | Thomas Muster       | 2:6, 0:6                |
| 4.  | 15. April 1996   | Oeiras     | Sand      | Thomas Muster       | 6:74, 4:6               |
| 5.  | 6. Oktober 1997  | Bukarest   | Sand      | Richard Fromberg    | 1:6, 6:72               |
| 6.  | 3. August 1998   | Kitzbühel  | Sand      | Albert Costa        | 2:6, 6:1, 2:6, 6:3, 1:6 |

### Doppel

#### Turniersiege

##### ATP Tour
| Nr. | Datum         | Turnier    | Belag       | Partner          | Finalgegner                     | Ergebnis |
| --- | ------------- | ---------- | ----------- | ---------------- | ------------------------------- | -------- |
| 1.  | 3. März 1996  | Mailand    | Teppich (i) | Goran Ivanišević | Guy Forget Jakob Hlasek         | 6:4, 7:5 |
| 2.  | 29. März 1998 | Casablanca | Sand        | Diego Nargiso    | Cristian Brandi Filippo Messori | 6:4, 7:6 |

##### ATP Challenger Tour
| Nr. | Datum         | Turnier   | Belag | Partner      | Finalgegner              | Ergebnis  |
| --- | ------------- | --------- | ----- | ------------ | ------------------------ | --------- |
| 1.  | 10. Juni 2001 | Prostějov | Sand  | Sander Groen | Devin Bowen Mariano Hood | 7:66, 6:4 |

#### Finalteilnahmen

##### ATP Tour
| Nr. | Datum          | Turnier    | Belag | Partner          | Finalgegner                       | Ergebnis         |
| --- | -------------- | ---------- | ----- | ---------------- | --------------------------------- | ---------------- |
| 1.  | 16. April 1995 | Barcelona  | Sand  | Goran Ivanišević | Trevor Kronemann David Macpherson | 2:6, 4:6         |
| 2.  | 13. April 1997 | Estoril    | Sand  | Filippo Messori  | Gustavo Kuerten Fernando Meligeni | 2:6, 2:6         |
| 3.  | 16. April 2000 | St. Pölten | Sand  | Diego Nargiso    | Mahesh Bhupathi Andrew Kratzmann  | 6:710, 7:62, 4:6 |
| 4.  | 16. Juli 2000  | Båstad     | Sand  | Diego Nargiso    | Nicklas Kulti Mikael Tillström    | 6:4, 2:6, 3:6    |